# Copa de la Reina de Fútbol 2018-19
La Copa de la Reina de Fútbol 2018-19 fue la 37.ª edición del campeonato, el cual se disputó entre el 22 de octubre de 2018 y el 11 de mayo de 2019.

## Cambios de formato
Desde esta edición,  los 16 equipos de la Primera División participan en la competición. Todas las rondas serán jugadas a un solo partido.
En octavos de final, el equipo que juega en casa será designado por sorteo puro. El sorteo para los cuartos de final seguirá el siguiente formato:
- En una primera fase se separan en dos copas los dos equipos clasificados para la Liga de Campeones Femenina de la UEFA. Los seis equipos restantes se dividen, por sorteo, entre las dos copas, formando un total de 4 equipos por copa.
- Se emparejan por sorteo puro los equipos de cada copa. El partido de cuartos de final se jugará en el campo del equipo que haya jugado los octavos de final fuera de casa. En caso de que ambos equipos hayan jugado en casa o fuera, será el primero cuya bola sea extraída en el sorteo.[3]

La sede de la final se anunció el 28 de enero de 2019 en una rueda de prensa organizada por la Real Federación Española de Fútbol y será jugada en el Nuevo Estadio de Los Cármenes, sede del Granada CF Femenino. Además, en el terreno extradeportivo, la Reina Letizia acudió por primera vez a la final de la Copa de la Reina.

## Fechas y formato
| Ronda            | Fecha de sorteo         | Fecha                   | Partidos | Clubes | Detalles de formato |
| ---------------- | ----------------------- | ----------------------- | -------- | ------ | --- |
| Octavos de final | 22 de octubre de 2018   | 25 de noviembre de 2018 | 8        | 16 → 8 | Entradas nuevas: los clubes que participan en Primera División, 16 equipos. Tipo de sorteo: Sorteo por copas. El equipo local: Según sorteo puro, por orden de extracción. Tipo de eliminatoria: Un solo partido.                                                               |
| Cuartos de final | 13 de diciembre de 2018 | 30 de enero de 2019     | 4        | 8 → 4  | Tipo de sorteo: Sorteo por copas, en cada copa un equipo de la Liga de Campeones Femenina de la UEFA. El equipo local: Equipos que jugó los octavos de final fuera de casa. Si ambos jugaron fuera o en casa, según orden de extracción. Tipo de eliminatoria: Un solo partido. |
| Semifinales      | 4 de febrero de 2019    | 17 de febrero de 2019   | 2        | 4 → 2  | Tipo de sorteo: Sorteo puro. Tipo de eliminatoria: Un solo partido. |
| Final            | 28 de enero de 2019     | 11 de mayo de 2019      | 1        | 2 → 1  | Tipo de eliminatoria: Un solo partido. Campo: Nuevo Los Cármenes, Granada. |

- Al ser eliminatorias a un solo partido, si se acaba en empate será decidido en el tiempo extra; y si el empate persiste, por una tanda de penaltis.

## Desarrollo

### Cuadro
|  | Octavos de final        | Octavos de final        |                    |       | Cuartos de final    | Cuartos de final    |  |  | Semifinales           | Semifinales           |  |  | Final              | Final              |
|  | 25 de noviembre de 2018 | 25 de noviembre de 2018 |                    |       | 30 de enero de 2019 | 30 de enero de 2019 |  |  | 17 de febrero de 2019 | 17 de febrero de 2019 |  |  | 11 de mayo de 2019 | 11 de mayo de 2019 |
|  |                         |                         |                    |       |                     |                     |  |  |                       |                       |  |  |                    |                    |
|  |                         |                         |                    |       |                     |                     |  |  |                       |                       |  |  |                    |                    |
|  |                         |                         |                    |       |                     |                     |  |  |                       |                       |  |  |                    |                    |
|  | Real Betis              | 3 (3)                   |                    |       |                     |                     |  |  |                       |                       |  |  |                    |                    |
|  | Real Betis              | 3 (3)                   |                    |       |                     |                     |  |  |                       |                       |  |  |                    |                    |
|  | Athletic Club (p.)      | 3 (4)                   |                    |       |                     |                     |  |  |                       |                       |  |  |                    |                    |
|  | Athletic Club (p.)      | 3 (4)                   | Athletic Club      | 0     |                     |                     |  |  |                       |                       |  |  |                    |                    |
|  |                         |                         |                    | 0     |                     |                     |  |  |                       |                       |  |  |                    |                    |
|  |                         | Atlético de Madrid      | 2                  |       |                     |                     |  |  |                       |                       |  |  |                    |                    |
|  | Atlético de Madrid      | Atlético de Madrid      | 2                  | 4     |                     |                     |  |  |                       |                       |  |  |                    |                    |
|  | Atlético de Madrid      |                         |                    | 4     |                     |                     |  |  |                       |                       |  |  |                    |                    |
|  | Málaga C.F.             | 2                       |                    |       |                     |                     |  |  |                       |                       |  |  |                    |                    |
|  | Málaga C.F.             | 2                       | Atlético de Madrid | 2     |                     |                     |  |  |                       |                       |  |  |                    |                    |
|  |                         |                         |                    | 2     |                     |                     |  |  |                       |                       |  |  |                    |                    |
|  |                         | F.C. Barcelona          | 0                  |       |                     |                     |  |  |                       |                       |  |  |                    |                    |
|  | Madrid C.F.F.           | F.C. Barcelona          | 0                  | 1     |                     |                     |  |  |                       |                       |  |  |                    |                    |
|  | Madrid C.F.F.           |                         |                    | 1     |                     |                     |  |  |                       |                       |  |  |                    |                    |
|  | Fundación Albacete      | 0                       |                    |       |                     |                     |  |  |                       |                       |  |  |                    |                    |
|  | Fundación Albacete      | 0                       | Madrid C.F.F.      | 0     |                     |                     |  |  |                       |                       |  |  |                    |                    |
|  |                         |                         |                    | 0     |                     |                     |  |  |                       |                       |  |  |                    |                    |
|  |                         | F.C. Barcelona          | 3                  |       |                     |                     |  |  |                       |                       |  |  |                    |                    |
|  | F.C. Barcelona          | F.C. Barcelona          | 3                  | 2     |                     |                     |  |  |                       |                       |  |  |                    |                    |
|  | F.C. Barcelona          |                         |                    | 2     |                     |                     |  |  |                       |                       |  |  |                    |                    |
|  | R. C. D. Espanyol       | 0                       |                    |       |                     |                     |  |  |                       |                       |  |  |                    |                    |
|  | R. C. D. Espanyol       | 0                       | Atlético de Madrid | 1     |                     |                     |  |  |                       |                       |  |  |                    |                    |
|  |                         |                         |                    | 1     |                     |                     |  |  |                       |                       |  |  |                    |                    |
|  |                         | Real Sociedad           | 2                  |       |                     |                     |  |  |                       |                       |  |  |                    |                    |
|  | Valencia C. F.          | Real Sociedad           | 2                  | 1     |                     |                     |  |  |                       |                       |  |  |                    |                    |
|  | Valencia C. F.          |                         |                    | 1     |                     |                     |  |  |                       |                       |  |  |                    |                    |
|  | Real Sociedad (t.s.)    | 2                       |                    |       |                     |                     |  |  |                       |                       |  |  |                    |                    |
|  | Real Sociedad (t.s.)    | 2                       | Real Sociedad      | 4     |                     |                     |  |  |                       |                       |  |  |                    |                    |
|  |                         |                         |                    | 4     |                     |                     |  |  |                       |                       |  |  |                    |                    |
|  |                         | Rayo Vallecano          | 0                  |       |                     |                     |  |  |                       |                       |  |  |                    |                    |
|  | Rayo Vallecano (p.)     | Rayo Vallecano          | 0                  | 2 (3) |                     |                     |  |  |                       |                       |  |  |                    |                    |
|  | Rayo Vallecano (p.)     |                         |                    | 2 (3) |                     |                     |  |  |                       |                       |  |  |                    |                    |
|  | Sporting Huelva         | 2 (1)                   |                    |       |                     |                     |  |  |                       |                       |  |  |                    |                    |
|  | Sporting Huelva         | 2 (1)                   | Real Sociedad      | 3     |                     |                     |  |  |                       |                       |  |  |                    |                    |
|  |                         |                         |                    | 3     |                     |                     |  |  |                       |                       |  |  |                    |                    |
|  |                         | Sevilla F. C.           | 1                  |       |                     |                     |  |  |                       |                       |  |  |                    |                    |
|  | U.D.G. Tenerife         | Sevilla F. C.           | 1                  | 4 (2) |                     |                     |  |  |                       |                       |  |  |                    |                    |
|  | U.D.G. Tenerife         |                         |                    | 4 (2) |                     |                     |  |  |                       |                       |  |  |                    |                    |
|  | Levante U.D. (p.)       | 4 (3)                   |                    |       |                     |                     |  |  |                       |                       |  |  |                    |                    |
|  | Levante U.D. (p.)       | 4 (3)                   | Levante U.D.       | 1 (2) |                     |                     |  |  |                       |                       |  |  |                    |                    |
|  |                         |                         |                    | 1 (2) |                     |                     |  |  |                       |                       |  |  |                    |                    |
|  |                         | Sevilla F.C. (p.)       | 1 (3)              |       |                     |                     |  |  |                       |                       |  |  |                    |                    |
|  | E.D.F. Logroño          | Sevilla F.C. (p.)       | 1 (3)              | 0     |                     |                     |  |  |                       |                       |  |  |                    |                    |
|  | E.D.F. Logroño          |                         |                    | 0     |                     |                     |  |  |                       |                       |  |  |                    |                    |
|  | Sevilla F.C.            | 1                       |                    |       |                     |                     |  |  |                       |                       |  |  |                    |                    |
|  | Sevilla F.C.            | 1                       |                    |       |                     |                     |  |  |                       |                       |  |  |                    |                    |

### Octavos de final
Los octavos de final fueron sorteados el 22 de octubre de 2018 en La Ciudad del Fútbol en Las Rozas de Madrid.
| 25 de noviembre de 2018, 11:30 | Rayo Vallecano                                                                | 2:2 (1:2, 2:2) (t. s.)(0:0 t. s.)(3:1 p.) | Sporting Huelva                                                  | Ciudad Deportiva, Madrid              |                                       |
|                                | Carla Guerrero 6' · Pilar García 60'                                          | Reporte                                   | Anita 33' · Paloma 37'                                           | Árbitra: Ainara Andrea Acevedo Dudley | Árbitra: Ainara Andrea Acevedo Dudley |
|                                |                                                                               | Tiros desde el punto penal                |                                                                  |                                       |                                       |
|                                | Cristina Auñón · Pilar García · Oriana Altuve · Raquel Carreño · Naima García |                                           | Patri Ojeda · Cinta Rodríguez · Elena Pavel · Bárbara Santibáñez |                                       |                                       |

| 25 de noviembre de 2018, 12:00 | Real Betis                                                                                 | 3:3 (1:0, 3:3) (t. s.)(0:0 t. s.)(3:4 p.) | Athletic Club                                                                                | Luis del Sol, Sevilla          |                                |
|                                | Priscila 35' 51' 61'                                                                       | Reporte                                   | Paula Perea 63' · Nekane 67' · Garazi 72'                                                    | Árbitra: Paola Cebollada López | Árbitra: Paola Cebollada López |
|                                |                                                                                            | Tiros desde el punto penal                |                                                                                              |                                |                                |
|                                | Priscila · Laura González · Irene Guerrero · Rocío Gálvez · Paula Perea · Merel van Dongen |                                           | Andrea Sierra · Vanesa Gimbert · Garazi Murua · Damaris Egurrola · Leia Zarate · Marta Unzué |                                |                                |

| 25 de noviembre de 2018, 12:00 | Madrid C.F.F. | 1:0 (0:0) | Fundación Albacete | Nuevo Matapiñonera, San Sebastián de los Reyes |                                    |
|                                | Mellado 70'   | Reporte   |                    | Árbitra: Verónica González Sánchez             | Árbitra: Verónica González Sánchez |

| 25 de noviembre de 2018, 12:00 | Valencia     | 1:2 (1:1, 1:1) (t. s.)(0:1 t. s.) | Real Sociedad               | Paterna, Valencia               |                                 |
|                                | Mari Paz 11' | Reporte                           | Palacios 4' · Nahikari 104' | Árbitra: Elena Contreras Patiño | Árbitra: Elena Contreras Patiño |

| 25 de noviembre de 2018, 12:30 | E.D.F. Logroño | 0:1 (0:0) | Sevilla    | Las Gaunas, Logroño           |                               |
|                                |                | Reporte   | Nágela 59' | Árbitra: María Romero Navarro | Árbitra: María Romero Navarro |

| 25 de noviembre de 2018, 13:00 | U.D. Granadilla                                                               | 4:4 (2:1, 3:3) (t. s.)(1:1 t. s.)(2:3 p.) | Levante U.D.                               | La Palmera, Granadilla de Abona |                                |
|                                | Patri Gavira 17' · Martín-Prieto 45' · N'Guessan 68' · Andrea 111'            | Reporte                                   | Alharilla 36' · Charlyn 64' · Soni 75' 99' | Árbitra: Beatriz Arregui Gamir  | Árbitra: Beatriz Arregui Gamir |
|                                |                                                                               | Tiros desde el punto penal                |                                            |                                 |                                |
|                                | Joyce Magalhães · Patri Gavira · Ana González · Paloma Lázaro · Natalia Ramos |                                           | Guti · Alharilla · Zornoza · Charlyn       |                                 |                                |

| 25 de noviembre de 2018, 15:00 | F.C. Barcelona               | 2:0 (2:0) | Espanyol | Joan Gamper, Barcelona                  |                                         |
|                                | Alexia 15' · Toni Duggan 29' | Reporte   |          | Árbitra: María Dolores Martínez Madrona | Árbitra: María Dolores Martínez Madrona |

| 25 de noviembre de 2018, 17:45 | Atlético de Madrid      | 4:2 (2:0) | Málaga                   | Cerro del Espino, Majadahonda |                              |
|                                | Ludmila 36' 45' 49' 53' | Reporte   | Adriana 70' · Armisa 74' | Árbitra: Olatz Rivera Olmedo  | Árbitra: Olatz Rivera Olmedo |

### Cuartos de final
Los cuartos de final fueron sorteados el 13 de diciembre de 2018 en La Ciudad del Fútbol en Las Rozas de Madrid
| 30 de enero de 2019, 18:00 | Real Sociedad                                            | 4:0 (1:0) | Rayo Vallecano | Zubieta, San Sebastián          |                                 |
|                            | Cardona 40' · Palacios 60' · Nahikari 63' · Bautista 65' | Reporte   |                | Árbitra: Beatriz Cuesta Arribas | Árbitra: Beatriz Cuesta Arribas |

| 30 de enero de 2019, 18:30 | Levante U.D.                                    | 1:1 (0:1, 1:1) (t. s.)(0:0 t. s.)(2:3 p.) | Sevilla                                        | Mini Estadi, Buñol                    |                                       |
|                            | Maitane 75'                                     | Reporte                                   | Karen Ayara 40'                                | Árbitra: Elia María Martínez Martínez | Árbitra: Elia María Martínez Martínez |
|                            |                                                 | Tiros desde el punto penal                |                                                |                                       |                                       |
|                            | Charlyn · Zornoza · Guti · Buceta · Eva Navarro |                                           | Karen Araya · Olga · Nagore Calderón · Cometti |                                       |                                       |

| 30 de enero de 2019, 19:00                                                                                                  | Athletic Club | 0:2 (0:1) | Atlético de Madrid           | San Mamés, Bilbao                                                     |                                                                       |
| |               | Reporte   | Ángela Sosa 45' · Kaci 90+5' | Asistencia: 48.121 espectadores Árbitra: Ainara Andrea Acevedo Dudley | Asistencia: 48.121 espectadores Árbitra: Ainara Andrea Acevedo Dudley |
| En este partido se dio el mayor número de asistentes registrado en un partido de fútbol femenino en España, hasta la fecha. |               |           |                              |                                                                       |                                                                       |

| 30 de enero de 2019, 20:00 | Madrid C.F.F. | 0:3 (0:1) | F.C. Barcelona                                   | Nuevo Matapiñonera, San Sebastián de los Reyes |                                    |
|                            |               | Reporte   | Martens 12' · Torrejón 52' · Kheira Hamraoui 54' | Árbitra: Arantza Gallastegui Pérez             | Árbitra: Arantza Gallastegui Pérez |

### Semifinales
Las semifinales fueron sorteadas el 4 de febrero de 2019 a las 13:30 en el Palacio de Carlos V de la Alhambra en Granada.
| 17 de febrero de 2019, 11:00 | Atlético de Madrid | 2:0 (1:0) | F.C. Barcelona | Ciudad Deportiva Wanda, Majadahonda                          |                                                              |
|                              | Ludmila 43' 62'    | Reporte   |                | Asistencia: 3.376 espectadores Árbitra: Marta Huertas de Aza | Asistencia: 3.376 espectadores Árbitra: Marta Huertas de Aza |

| 17 de febrero de 2019, 16:30 | Real Sociedad                                                | 3:1 (2:1) | Sevilla F. C.  | Anoeta, San Sebastián                                      |                                                            |
|                              | Kiana Palacios 1' · Marta Carrasco 26' · Ane Etxezarreta 53' | Reporte   | Maddi Torre 3' | Asistencia: 18.371 espectadores Árbitra: Marta Frías Acedo | Asistencia: 18.371 espectadores Árbitra: Marta Frías Acedo |

### Final
La sede y fecha de la final de la Copa de la Reina se decidió el 28 de enero de 2019.
| 11 de mayo de 2019, 20:30 | Atlético de Madrid  | 1:2 (1:1) | Real Sociedad                            | Nuevo Estadio de Los Cármenes, Granada                          |                                                                 |
|                           | Esther González 16' |           | 19' Kiana Palacios · 60' Nahikari García | Asistencia: 17.500 espectadores Árbitra: María Dolores Martínez | Asistencia: 17.500 espectadores Árbitra: María Dolores Martínez |

| 1     | POR   | Dolores Gallardo       |     |
| 2     | DEF   | Kenti Robles           |     |
| 4     | DEF   | Laia Aleixandri        |     |
| 19    | DEF   | Aïssatou Tounkara      |     |
| 11    | DEF   | Carmen Menayo          | 68' |
| 7     | MED   | Ángela Sosa            | 80' |
| 15    | MED   | Silvia Meseguer        | 87' |
| 10    | MED   | Amanda Sampedro        |     |
| 13    | DEL   | Ludmila Da Silva       |     |
| 9     | DEL   | Esther González        | 90' |
| 23    | DEL   | Jennifer Hermoso       |     |
| D. T. | D. T. | José Luis Sánchez Vera |     |

| 1     | POR   | María Asunción Quiñones |     |
| 2     | DEF   | Iraia Iparragirre       |     |
| 19    | DEF   | Núria Mendoza           |     |
| 14    | DEF   | Leire Baños             |     |
| 20    | DEF   | Bea Beltrán             | 80' |
| 10    | MED   | Nerea Eizagirre         | 87' |
| 11    | MED   | Marta Cardona           | 68' |
| 17    | MED   | "Chini" Pizarro         |     |
| 6     | MED   | Ane Etxezarreta         |     |
| 9     | DEL   | Kiana Palacios          | 78' |
| 7     | DEL   | Nahikari García         |     |
| D. T. | D. T. | Gonzalo Arconada        |     |

| 21 | MED | Andrea Falcón    | 68' |
| 20 | MED | Viola Calligaris | 80' |
| 22 | DEL | Olga García      | 87' |
| 14 | MED | Dolores Silva    | 90' |

| 12 | MED | Manuela Lareo   | 68' |
| 4  | MED | Sara Olaizola   | 78' |
| 18 | DEF | Paola Soldevila | 80' |
| 16 | DEL | Carla Bautista  | 87' |

| 16' | Esther González |  |

| 19' · 60' | Kiana Palacios Nahikari García |  |

| 28' | Aïssatou Tounkara |

| 50' · 85' | "Chini" Pizarro Iraia Iparraguirre |

| Principal  | María Dolores Martínez |
| Asistentes | Guadalupe Porras       |
|            | Rita Cabañero          |
| Cuarto     | Ainara Andrea Acevedo  |

| 1     | POR   | Dolores Gallardo       |     |
| 2     | DEF   | Kenti Robles           |     |
| 4     | DEF   | Laia Aleixandri        |     |
| 19    | DEF   | Aïssatou Tounkara      |     |
| 11    | DEF   | Carmen Menayo          | 68' |
| 7     | MED   | Ángela Sosa            | 80' |
| 15    | MED   | Silvia Meseguer        | 87' |
| 10    | MED   | Amanda Sampedro        |     |
| 13    | DEL   | Ludmila Da Silva       |     |
| 9     | DEL   | Esther González        | 90' |
| 23    | DEL   | Jennifer Hermoso       |     |
| D. T. | D. T. | José Luis Sánchez Vera |     |

| 1     | POR   | María Asunción Quiñones |     |
| 2     | DEF   | Iraia Iparragirre       |     |
| 19    | DEF   | Núria Mendoza           |     |
| 14    | DEF   | Leire Baños             |     |
| 20    | DEF   | Bea Beltrán             | 80' |
| 10    | MED   | Nerea Eizagirre         | 87' |
| 11    | MED   | Marta Cardona           | 68' |
| 17    | MED   | "Chini" Pizarro         |     |
| 6     | MED   | Ane Etxezarreta         |     |
| 9     | DEL   | Kiana Palacios          | 78' |
| 7     | DEL   | Nahikari García         |     |
| D. T. | D. T. | Gonzalo Arconada        |     |

| 21 | MED | Andrea Falcón    | 68' |
| 20 | MED | Viola Calligaris | 80' |
| 22 | DEL | Olga García      | 87' |
| 14 | MED | Dolores Silva    | 90' |

| 12 | MED | Manuela Lareo   | 68' |
| 4  | MED | Sara Olaizola   | 78' |
| 18 | DEF | Paola Soldevila | 80' |
| 16 | DEL | Carla Bautista  | 87' |

| 16' | Esther González |  |

| 19' · 60' | Kiana Palacios Nahikari García |  |

| 28' | Aïssatou Tounkara |

| 50' · 85' | "Chini" Pizarro Iraia Iparraguirre |

| Principal  | María Dolores Martínez |
| Asistentes | Guadalupe Porras       |
|            | Rita Cabañero          |
| Cuarto     | Ainara Andrea Acevedo  |

| 1     | POR   | Dolores Gallardo       |     |
| 2     | DEF   | Kenti Robles           |     |
| 4     | DEF   | Laia Aleixandri        |     |
| 19    | DEF   | Aïssatou Tounkara      |     |
| 11    | DEF   | Carmen Menayo          | 68' |
| 7     | MED   | Ángela Sosa            | 80' |
| 15    | MED   | Silvia Meseguer        | 87' |
| 10    | MED   | Amanda Sampedro        |     |
| 13    | DEL   | Ludmila Da Silva       |     |
| 9     | DEL   | Esther González        | 90' |
| 23    | DEL   | Jennifer Hermoso       |     |
| D. T. | D. T. | José Luis Sánchez Vera |     |

| 1     | POR   | María Asunción Quiñones |     |
| 2     | DEF   | Iraia Iparragirre       |     |
| 19    | DEF   | Núria Mendoza           |     |
| 14    | DEF   | Leire Baños             |     |
| 20    | DEF   | Bea Beltrán             | 80' |
| 10    | MED   | Nerea Eizagirre         | 87' |
| 11    | MED   | Marta Cardona           | 68' |
| 17    | MED   | "Chini" Pizarro         |     |
| 6     | MED   | Ane Etxezarreta         |     |
| 9     | DEL   | Kiana Palacios          | 78' |
| 7     | DEL   | Nahikari García         |     |
| D. T. | D. T. | Gonzalo Arconada        |     |

| 21 | MED | Andrea Falcón    | 68' |
| 20 | MED | Viola Calligaris | 80' |
| 22 | DEL | Olga García      | 87' |
| 14 | MED | Dolores Silva    | 90' |

| 12 | MED | Manuela Lareo   | 68' |
| 4  | MED | Sara Olaizola   | 78' |
| 18 | DEF | Paola Soldevila | 80' |
| 16 | DEL | Carla Bautista  | 87' |

| 16' | Esther González |  |

| 19' · 60' | Kiana Palacios Nahikari García |  |

| 28' | Aïssatou Tounkara |

| 50' · 85' | "Chini" Pizarro Iraia Iparraguirre |

| Principal  | María Dolores Martínez |
| Asistentes | Guadalupe Porras       |
|            | Rita Cabañero          |
| Cuarto     | Ainara Andrea Acevedo  |

| 1     | POR   | Dolores Gallardo       |     |
| 2     | DEF   | Kenti Robles           |     |
| 4     | DEF   | Laia Aleixandri        |     |
| 19    | DEF   | Aïssatou Tounkara      |     |
| 11    | DEF   | Carmen Menayo          | 68' |
| 7     | MED   | Ángela Sosa            | 80' |
| 15    | MED   | Silvia Meseguer        | 87' |
| 10    | MED   | Amanda Sampedro        |     |
| 13    | DEL   | Ludmila Da Silva       |     |
| 9     | DEL   | Esther González        | 90' |
| 23    | DEL   | Jennifer Hermoso       |     |
| D. T. | D. T. | José Luis Sánchez Vera |     |

| 1     | POR   | María Asunción Quiñones |     |
| 2     | DEF   | Iraia Iparragirre       |     |
| 19    | DEF   | Núria Mendoza           |     |
| 14    | DEF   | Leire Baños             |     |
| 20    | DEF   | Bea Beltrán             | 80' |
| 10    | MED   | Nerea Eizagirre         | 87' |
| 11    | MED   | Marta Cardona           | 68' |
| 17    | MED   | "Chini" Pizarro         |     |
| 6     | MED   | Ane Etxezarreta         |     |
| 9     | DEL   | Kiana Palacios          | 78' |
| 7     | DEL   | Nahikari García         |     |
| D. T. | D. T. | Gonzalo Arconada        |     |

| 21 | MED | Andrea Falcón    | 68' |
| 20 | MED | Viola Calligaris | 80' |
| 22 | DEL | Olga García      | 87' |
| 14 | MED | Dolores Silva    | 90' |

| 12 | MED | Manuela Lareo   | 68' |
| 4  | MED | Sara Olaizola   | 78' |
| 18 | DEF | Paola Soldevila | 80' |
| 16 | DEL | Carla Bautista  | 87' |

| 16' | Esther González |  |

| 19' · 60' | Kiana Palacios Nahikari García |  |

| 28' | Aïssatou Tounkara |

| 50' · 85' | "Chini" Pizarro Iraia Iparraguirre |

| Principal  | María Dolores Martínez |
| Asistentes | Guadalupe Porras       |
|            | Rita Cabañero          |
| Cuarto     | Ainara Andrea Acevedo  |

| Bandera del País Vasco          |
| Campeón Real Sociedad 1º título |

## Máximas goleadoras
Sólo se muestran las jugadoras con 2 o más goles en la competición.
| Pos. | Jugadora        | Club            | Goles |
| ---- | --------------- | --------------- | ----- |
| 1    | Ludmila         | Atlético Madrid | 6     |
| 2    | Kiana Palacios  | Real Sociedad   | 4     |
| 3    | Priscila Borja  | Real Betis      | 3     |
| 3    | Nahikari García | Real Sociedad   | 3     |
| 5    | Sonia Bermúdez  | Levante         | 2     |